# Anguina spermophaga
Anguina spermophaga är en rundmaskart. Anguina spermophaga ingår i släktet Anguina och familjen Tylenchidae. Inga underarter finns listade i Catalogue of Life.